# John Wesley
John Wesley (Epworth, Lincolnshire, 17 de juny de 1703 - Londres, 2 de març de 1791) fou un prevere anglicà britànic, fundador del metodisme. És venerat com a sant per l'Església d'Anglaterra i com a Renovador de l'Església pel luteranisme.

## Biografia
Nascut en 1703, John Wesley era el quinzè fill del reverend Samuel Wesley, poeta i rector de la parròquia anglicana d'Epworth (Lincolnshire), i de Susanna Wesley, mare pietosa i exigent. Pare i mare eren de famílies inconformistes que havien trencat amb l'Església d'Anglaterra. Després d'estudiar a la Charterhouse School, el 1720 entra a la Universitat d'Oxford, però no vol fer el tipus de vida festiu dels altres estudiants; al contrari, crea el Holy Club ('Club dels Sants') amb altres estudiants i el seu germà Charles, per pregar i fer exercicis espirituals. Aquests exercicis, que seguien una gran regularitat i esperit de mètode, va fer que comencessin a ésser conegut com a metodistes.
Graduat en 1724, fou ordenat prevere anglicà en 1728 pel bisbe d'Oxford John Potter. Per la influència dels Germans Moraus i el Moviment del Despertar, Wesley visqué en 1738 una experiència que el va fer convertir-se. Va començar a anunciar la bona nova de la salvació oferta a tota la humanitat mitjançant la fe, però l'Església se li oposà. Promulgava una experiència personal amb Déu, a més de la preocupació per les desigualtats socials, arran de la visita que feu a unes mines de carbó. Va escriure tractats de medicina popular, però la seva obra fonamental foren els sermons, cent a l'edició titulada Sermons on several occasions, publicada en 1785).
Wesley s'ajudava de predicadors laics, i ell mateix va recórrer pràcticament tota la Gran Bretanya, predicant els seus sermons, que llegia i escrivia al cavall amb el que es desplaçava. S'ha calculat que va fer més de 400.000 km, la majoria d'ells a cavall, i que va pronunciar personalment més de 40.000 sermons, seguint la seva màxima El món és la meva parròquia. A més, va contribuir decisivament a crear escoles parroquials i organitzacions socials per a lluitar contra la ignorància i la pobresa arreu. En aquesta línia, fou dels primers a oposar-se obertament a l'esclavitud.
Wesley va acabar trencant amb l'Església anglicana en 1784. L'1 de setembre inicià el cisma en ordenar a Bristol, com a diaques, dos dels seus predicadors: Richard Whatcoat i Thomas Vasey. L'endemà, els ordenà elders (o ancians), títol equivalent al de prevere, i ordenà Thomas Coke superintendent (supervisor), equivalent a bisbe. Feu servir el ritu del Book of Common Prayer anglicà, però sense recórrer a un bisbe, única persona que podria fer-ho a l'anglicanisme. Nasqué així el metodisme com a branca anglicana separada de l'Església d'Anglaterra.
En morir Wesley, en 1791, tenia uns 70.000 seguidors a la Gran Bretanya, i 60.000 als Estats Units.

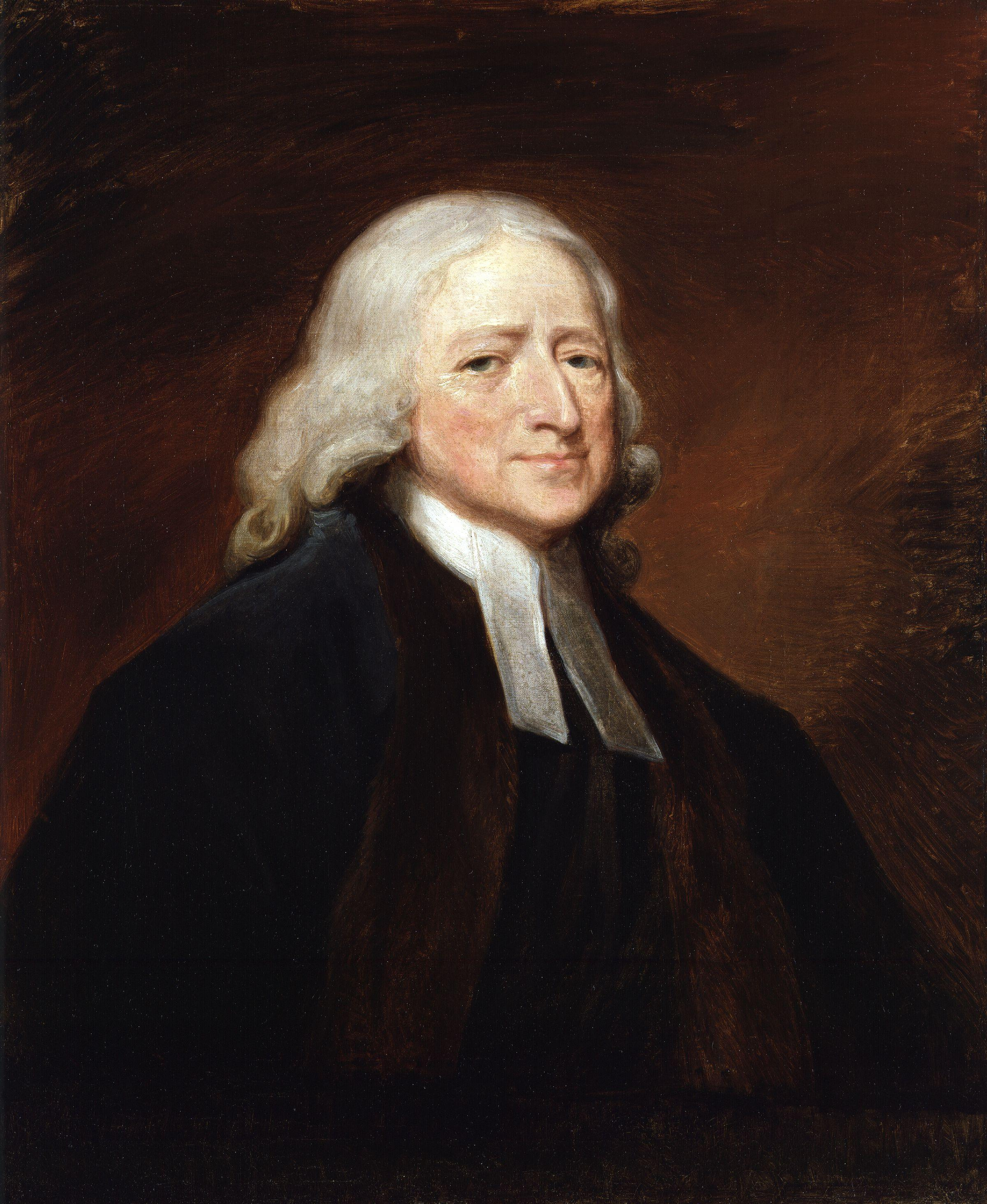
Retrat per George Romney
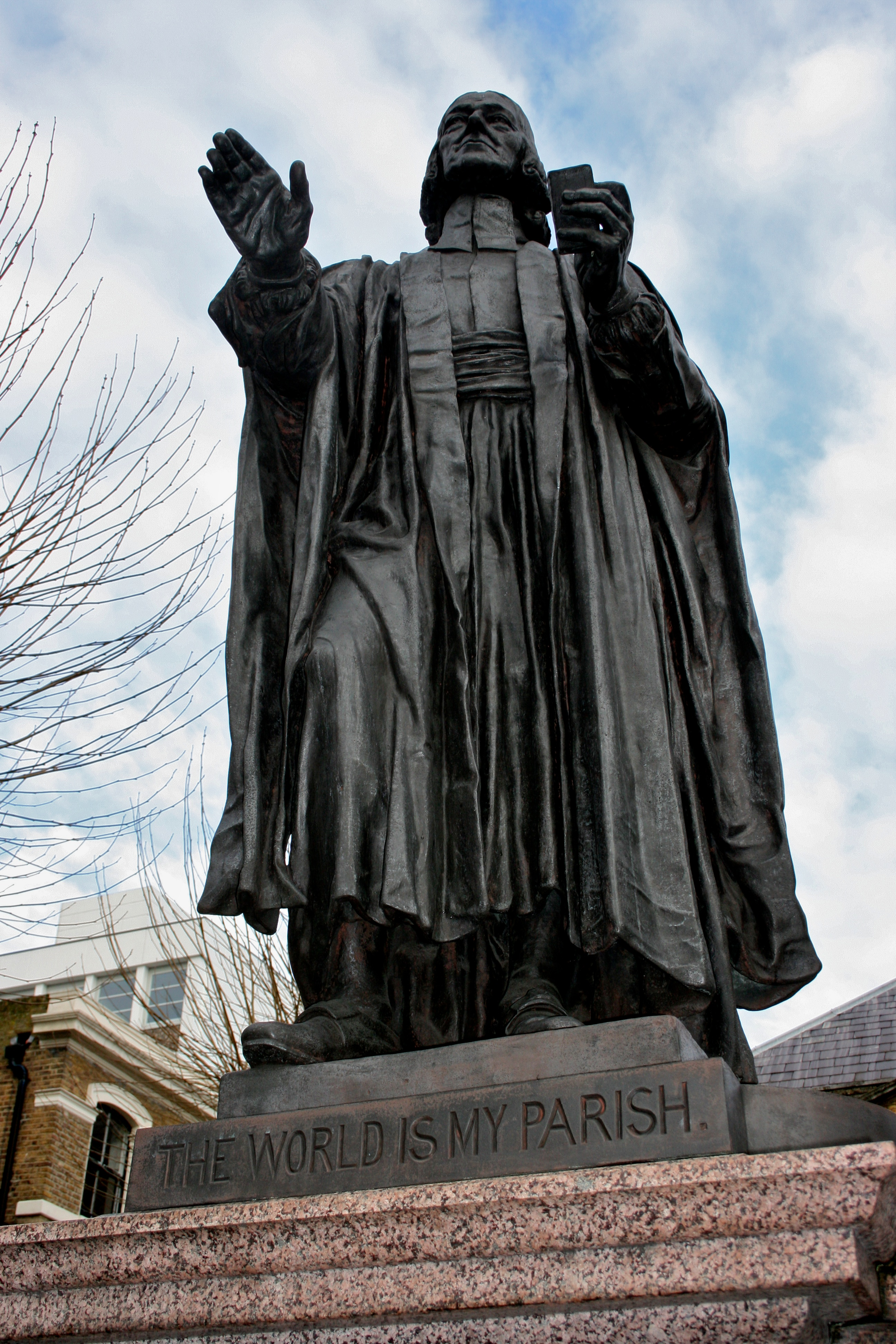
Escultura a Londres
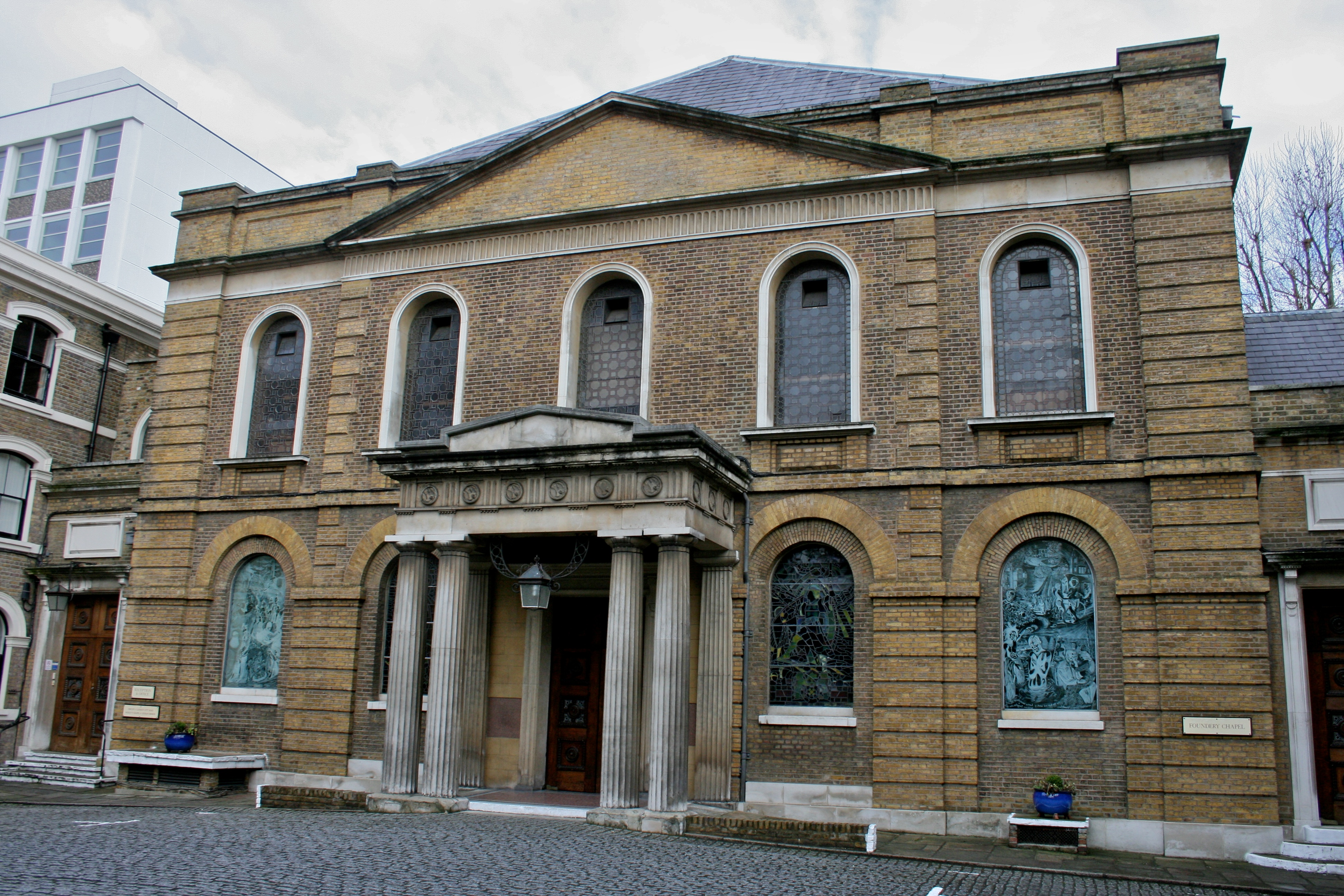
Wesley's Chapel (Londres)

## Doctrines, teologia i advocacia

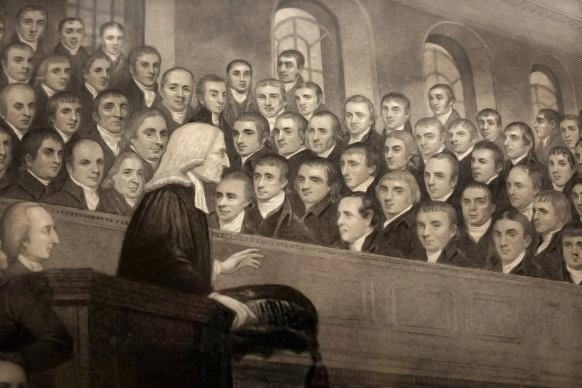
Wesley predicant als seus ajudants a la City Road Chapel (ara Wesley's Chapel), Londres. Detall d'un gravat puntejat de T. Blood, 1822.

L'erudit wesleyà del segle XX Albert Outler va argumentar en la seva introducció a la col·lecció de 1964 John Wesley que Wesley va desenvolupar la seva teologia utilitzant un mètode que Outler va anomenar Quadrilàter Wesleyà. En aquest mètode, Wesley creia que el nucli viu del cristianisme estava contingut a les Escriptures (la Bíblia), i que era l'única font fonamental del desenvolupament teològic. La centralitat de l'Escriptura era tan important per a Wesley que es va anomenar  un home d'un sol llibre , encara que era molt llegit per a la seva època. Tanmateix, creia que la doctrina havia d'estar d'acord amb la tradició cristiana ortodoxa. Així doncs, la tradició es considerava el segon aspecte del Quadrilàter. Wesley va sostenir que una part del mètode teològic implicaria la fe vivencial. En altres paraules, la veritat seria vivificada en l'experiència personal dels cristians (en conjunt, no individualment), si realment fos veritat. I tota doctrina ha de poder ser defensada racionalment. No va divorciar la fe de la raó. La tradició, l'experiència i la raó, però, estaven subjectes sempre a l'Escriptura, va argumentar Wesley, perquè només allà es revela la Paraula de Déu en la mesura que sigui necessària per a la nostra salvació.

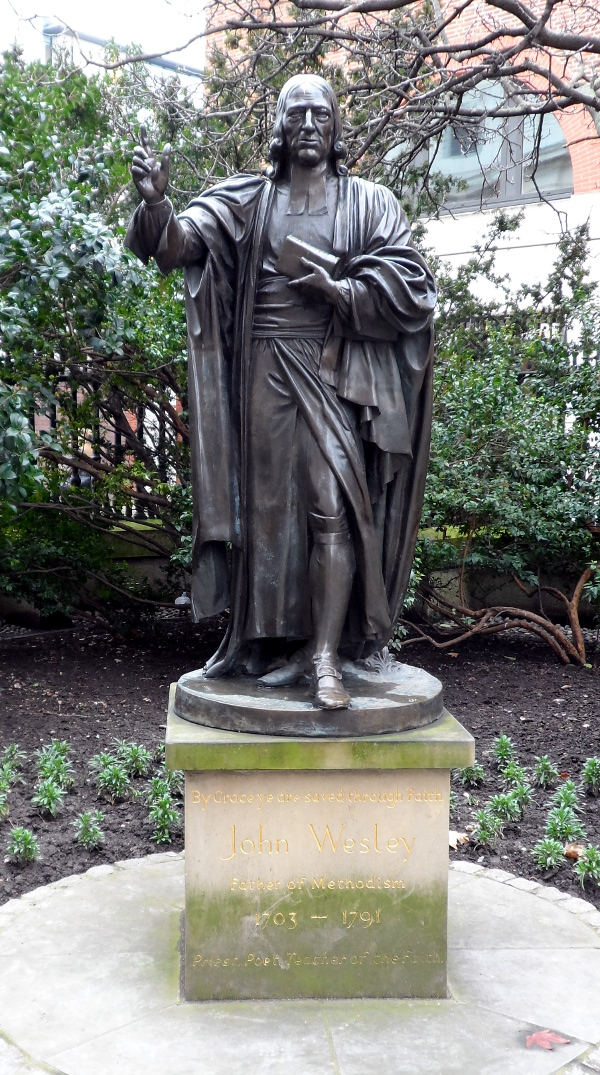
Estàtua de bronze de Wesley a St Paul's Churchyard, Londres. Una versió de marbre es troba dins del Methodist Central Hall, Westminster.

Les doctrines que Wesley va emfatitzar en els seus sermons i escrits són la gràcia preventiva, la salvació personal present per la fe, el testimoni de l'Esperit i la santificació sencera. La gràcia preventiva era el fonament teològic de la seva creença que totes les persones eren capaços de ser salvades per la fe en Crist. A diferència dels calvinistes del seu temps, Wesley no creia en la predestinació, és a dir, que algunes persones havien estat elegides per Déu per a la salvació i d'altres per a la condemnació. Va entendre que l'ortodòxia cristiana insistia que la salvació només era possible amb la gràcia sobirana de Déu. Va expressar la seva comprensió de la relació de la humanitat amb Déu com una dependència absoluta de la gràcia de Déu. Déu estava treballant per permetre que totes les persones fossin capaços d'arribar a la fe donant poder als humans per tenir una llibertat existencial real de resposta a Déu.
Wesley va definir el testimoni de l'Esperit com: una impressió interior sobre l'ànima dels creients, per la qual l'Esperit de Déu testimonia directament al seu esperit que són fills de Déu. Va heretar aquesta doctrina dels reformadors protestants, Martí Luter i Joan Calví, i va veure la seva base en diversos passatges de la Bíblia, com Romans 8:16. Aquesta doctrina estava estretament relacionada amb la seva creença que la salvació havia de ser personal. Segons la seva opinió, una persona ha de creure en última instància la Bona Nova per si mateixa; ningú podria estar en relació amb Déu per un altre.

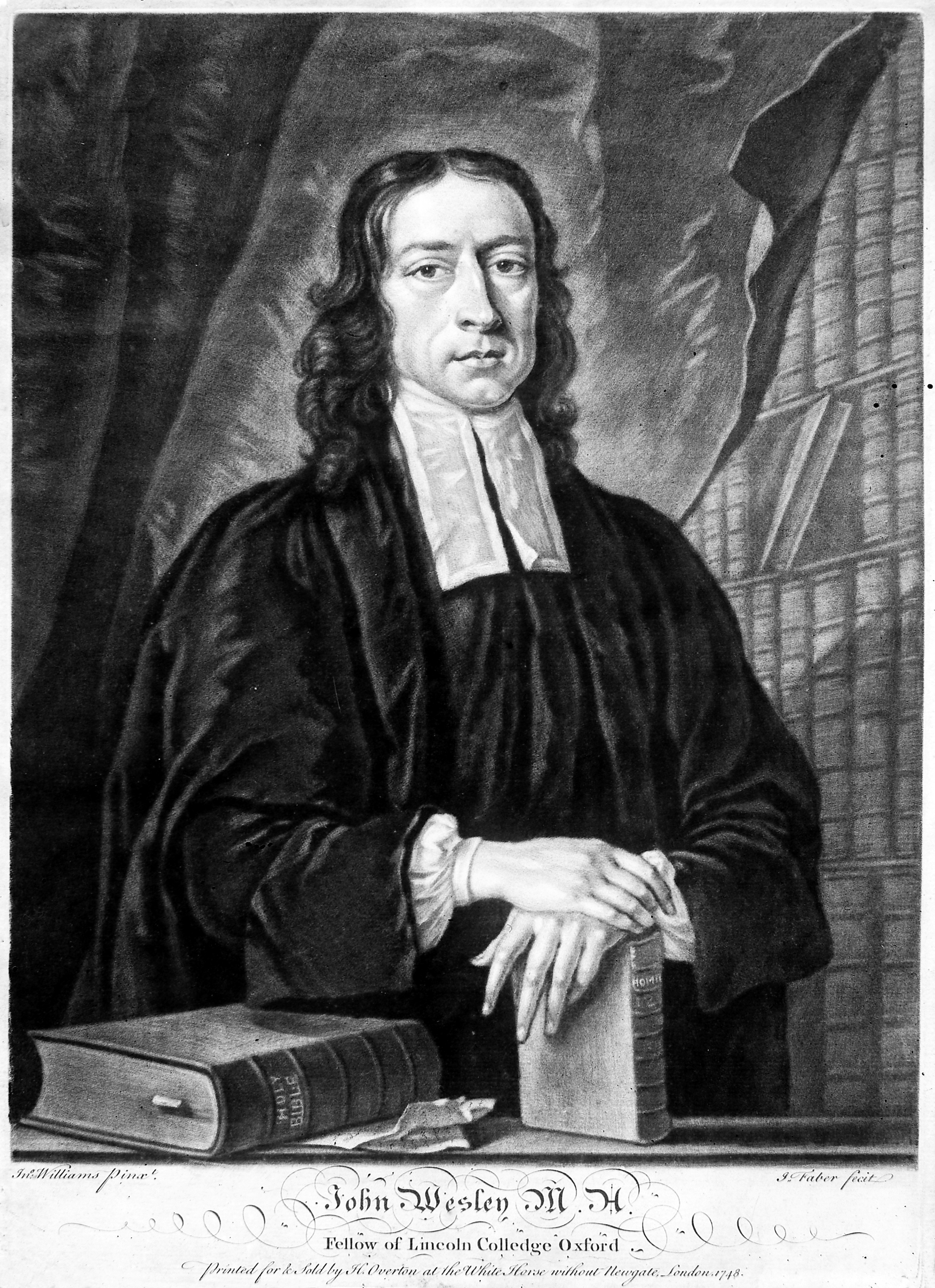
Mezzotinta Wesley de J. Faber, 1743

La santificació sencera, va descriure l'any 1790, com el gran dipòsit que Déu ha allotjat al poble anomenat metodista i que la propagació d'aquesta doctrina va ser la raó per la qual va portar els metodistes a l'existència. Wesley va ensenyar que tota la santificació es podia obtenir després de la justificació per fe, entre la justificació i la mort. Wesley ho va definir com:
| « | "Aquesta disposició habitual de l'ànima que, en els escrits sagrats, s'anomena santedat, i que implica directament, l'ésser net del pecat, 'de tota brutícia tant de carn com d'esperit'; i, en conseqüència, l'ésser dotat d'aquelles virtuts que hi havia en Crist Jesús, l'ésser tan renovat a la imatge de la nostra ment, com a perfecte com el nostre Pare del cel és perfecte. | » |

El terme perfecció sense pecat va ser un que Wesley va evitar utilitzar a causa de la seva ambigüitat, més aviat, va sostenir que un cristià podria ser  perfecte en l'amor . (Wesley va estudiar l'ortodòxia oriental i va abraçar particularment la doctrina de la Theosis). Aquest amor significaria, en primer lloc, que els motius d'un creient, en lloc de ser egocèntrics, estarien guiats pel profund desig d'agradar a Déu. Un seria capaç d'evitar cometre el que Wesley anomenava el pecat amb raó. Amb això, volia dir una violació conscient o intencionada de la voluntat o les lleis de Déu.
En segon lloc, perfeccionar-se en l'amor significava, per a Wesley, que un cristià podia viure amb una consideració guia principal pels altres i pel seu benestar. Ho va basar en la cita de Crist que el segon gran manament és estimar el proïsme com t'estimes a tu mateix. Des de l'opinió de Wesley, aquesta orientació provocaria que una persona evites molts pecats contra el seu proïsme. Aquest amor, més l'amor per Déu que podria ser el focus central de la fe d'una persona, seria el que Wesley va referir com un compliment de la llei de Crist. Va descriure la perfecció com una segona benedicció i experiència instantània de santificació; sostenia que els individus podien tenir la seguretat de tota la seva santificació mitjançant el testimoni de l'Esperit Sant. Wesley va recollir i publicar aquests testimonis.
Wesley va assumir la superioritat del cristianisme respecte a l'islam, basant-se en el seu compromís amb la revelació bíblica com el llibre de Déu. La seva interpretació teològica del cristianisme buscava el seu imperatiu més que considerar que altres religions abrahàmiques i orientals eren iguals. Sovint considerava els estils de vida dels musulmans com una agullada per punxar la consciència cristiana col·lectiva.

### Defensa de l'arminianisme

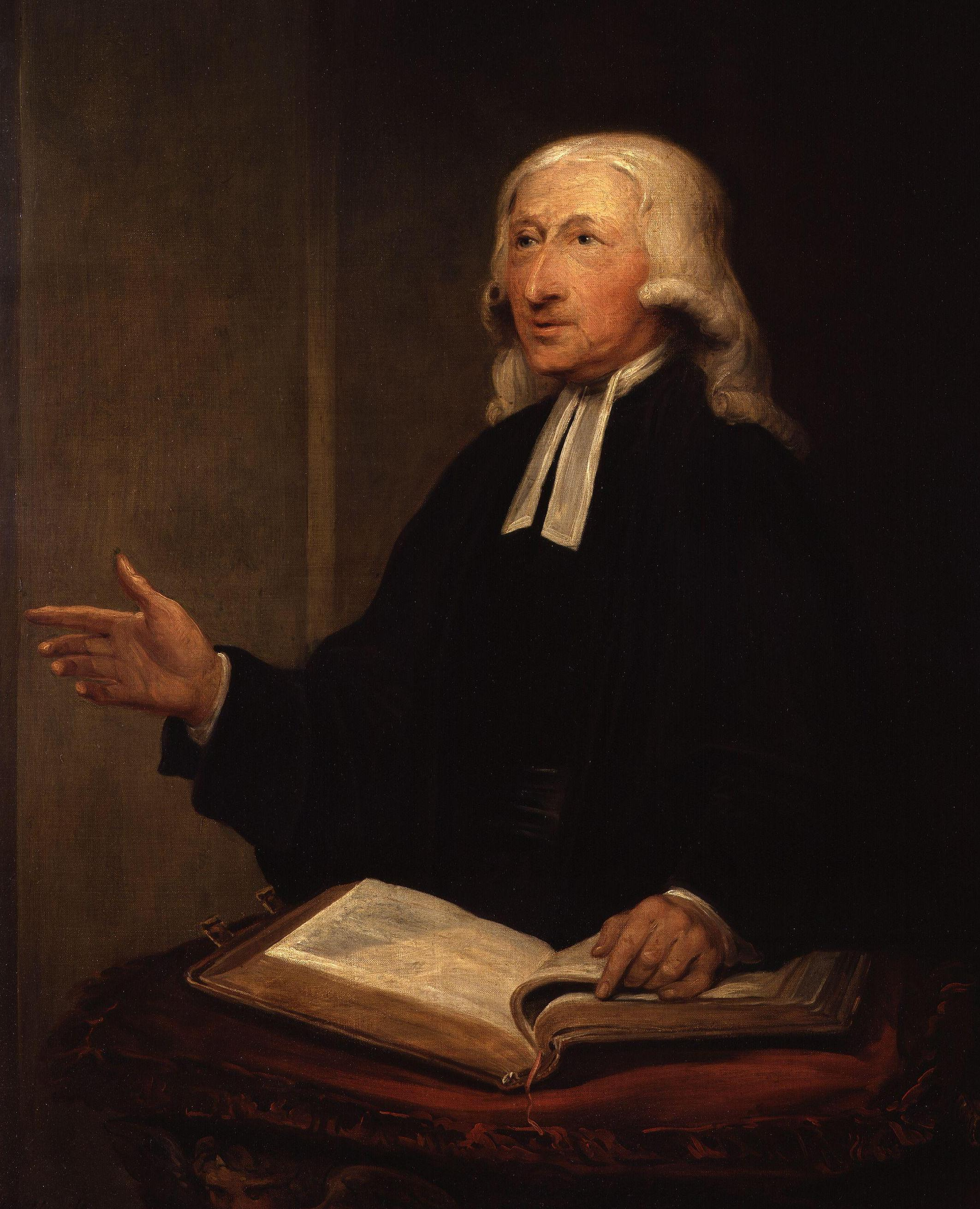
Retrat de Wesley per William Hamilton, 1788. Actualment s'exhibeix a John Wesley's House, City Road, Londres.

Wesley va entrar en polèmiques mentre intentava ampliar la pràctica de l'església. La més notable de les seves controvèrsies va ser la sobre el calvinisme. El seu pare era de l'escola arminiana de l'església. Wesley va arribar a les seves pròpies conclusions mentre estava a la universitat i es va expressar fermament en contra de les doctrines de l'elecció i la reprovació calvinistes. El seu sistema de pensament s'ha conegut com a arminisme wesleyà, les bases del qual van ser establertes per Wesley i el seu company predicador John William Fletcher. Encara que Wesley sabia molt poc sobre les creences de Jacob Arminius i va arribar a les seves opinions religioses independentment d'Arminius, Wesley va reconèixer més tard, amb la publicació de 1778 de The Arminian Magazine, que ell i Arminius estaven d'acord en general. El professor de teologia W. Stephen Gunther conclou que era un representant fidel de les creences d'Arminius. Wesley va ser potser el defensor anglès més clar de l'arminianisme.
Per contra, Whitefield es va inclinar pel calvinisme; en la seva primera gira a Amèrica, va abraçar les opinions de l’Escola de Calvinisme de Nova Anglaterra. Whitefield es va oposar a la defensa de l'arminianisme de Wesley, tot i que els dos van mantenir una forta amistat. Quan l'any 1739 Wesley va predicar un sermó sobre la Llibertat de Gràcia, atacant la comprensió calvinista de la predestinació com a blasfema, ja que representava Déu com a pitjor que el diable, Whitefield li va demanar que no repetís ni publicés el discurs, ja que no volia un disputa. Wesley va publicar el seu sermó de totes maneres. Whitefield va ser un dels molts que va respondre. Els dos homes van separar la seva pràctica l'any 1741. Wesley va escriure que aquells que tenien una expiació il·limitada no desitjaven la separació, però els que tenien una 'redempció particular' no sentirien de cap allotjament.

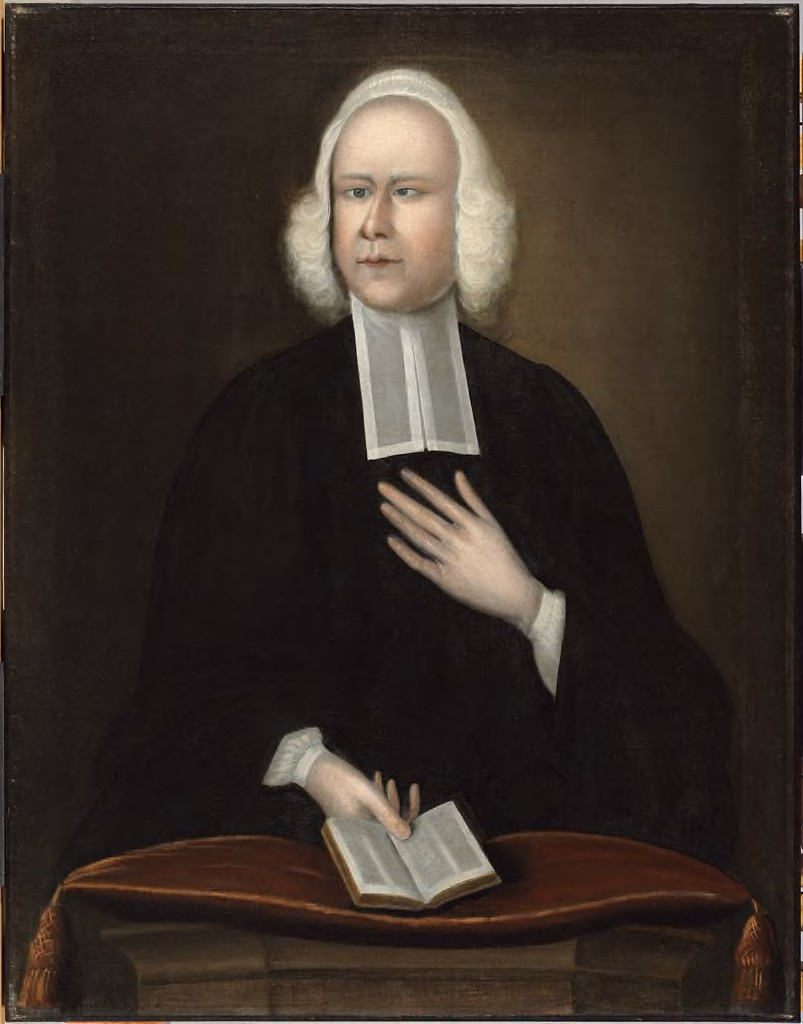
George Whitefield per Joseph Badger, c. 1745 (Col·lecció de retrats de la Universitat Harvard)

Whitefield, Howell Harris (líder del renaixement metodista gal·lès), John Cennick i altres, es van convertir en els fundadors del metodisme calvinista. Whitefield i Wesley, però, aviat van tornar a tenir uns termes amistosos, i la seva amistat es va mantenir ininterrompuda tot i que van recórrer camins diferents. Quan algú va preguntar a Whitefield si creia que veuria en Wesley al cel, Whitefield va respondre: No em temo, perquè estarà tan a prop del tron etern i nosaltres a tanta distància, difícilment el veurem.
El 1770, la polèmica va esclatar de nou amb violència i amargor, ja que la visió de Déu de la gent relacionada amb la seva visió dels homes i les seves possibilitats. Augustus Toplady, Daniel Rowland, Sir Richard Hill i altres estaven compromesos d'una banda, mentre que Wesley i Fletcher de l'altra. Toplady era editor de The Gospel Magazine, que tenia articles sobre la controvèrsia.
El 1778, Wesley va començar la publicació de The Arminian Magazine, no, segons va dir, per convèncer els calvinistes, sinó per preservar els metodistes. Volia ensenyar la veritat que Déu vol que tots els homes siguin salvats. Una pau duradora no es podia assegurar de cap altra manera.
Alguns han suggerit que més tard en la vida Wesley podria haver abraçat la doctrina de la salvació universal, encara que això és discutit. L'afirmació es recolza en una carta que Wesley va escriure l'any 1787 en la qual va avalar com un dels tractats més sensats que he llegit mai  una obra de Charles Bonnet en la qual la conclusió de l'autor era: Hi haurà, per tant, un perpetu avanç de tots els individus de la humanitat cap a una major perfecció o una major felicitat.

### Suport a l'abolicionisme
Més tard en el seu ministeri, Wesley va ser un gran abolicionista, parlant i escrivint en contra del tràfic d'esclaus. Wesley va denunciar l'esclavitud com la suma de totes les viles i va detallar els seus abusos. Va abordar el tràfic d'esclaus en un tracte polèmic, titulat Pensaments sobre l'esclavitud, el 1774. Va escriure: "La llibertat és el dret de tota criatura humana, tan bon punt respira l'aire vital; i cap llei humana pot privar-lo del dret que li deriva de la llei de la naturalesa". Wesley va influir en George Whitefield perquè viatgés a les colònies, estimulant el debat transatlàntic sobre l'esclavitud. Wesley va ser un mentor de William Wilberforce, que també va influir en l'abolició de l'esclavitud a l'Imperi Britànic.
És gràcies al missatge abolicionista de Wesley que un jove afroamericà, Richard Allen, es va convertir al cristianisme el 1777 i més tard va fundar, el 1816, l’Església Episcopal Metodista Africana (AME), seguint la tradició metodista.

### Suport a les dones predicadores
Les dones van tenir un paper actiu en el metodisme de Wesley, i se'ls va animar a dirigir classes. El 1761, va permetre informalment que Sarah Crosby, un dels seus conversos i líder de classe, predicés. En una ocasió en què més de 200 persones van assistir a una classe que havia d'ensenyar, Crosby va sentir com si no podia complir amb les seves obligacions com a líder de classe donada la gran multitud, i va decidir predicar. Va escriure a Wesley per demanar-li consell i perdó. Va deixar que Crosby continués la seva predicació sempre que s'abstingués de tantes maneres de predicar com pogués. Entre 1761 i 1771, Wesley va escriure instruccions detallades a Crosby i a altres, amb detalls sobre quins estils de predicació podien utilitzar. Per exemple, el 1769, Wesley va permetre a Crosby donar exhortacions.
L'estiu de 1771, Mary Bosanquet va escriure a John Wesley per defensar-li la feina de predicar i dirigir classes a ella i a Sarah Crosby al seu orfenat, Cross Hall. La carta de Bosanquet es considera la primera defensa plena i veritable de la predicació de les dones en el metodisme. El seu argument era que les dones haurien de poder predicar quan experimentaven una "crida extraordinària" o quan se'ls donava permís de Déu. Wesley va acceptar l'argument de Bosanquet i va començar formalment a permetre que les dones predicessin en el metodisme el 1771. Les dones metodistes, inclosos els predicadors, van continuar observant l'antiga pràctica de cobrir-se el cap cristiana.